# Huey (Illinois)
Huey – wieś w Stanach Zjednoczonych, w stanie Illinois, w hrabstwie Clinton.